# Johann Christian Winckelmann

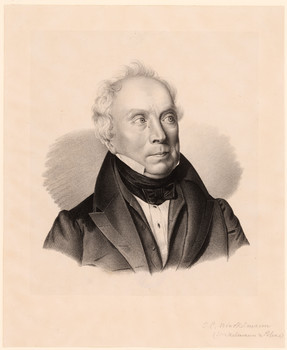
Johann Christian Winckelmann (1766–1845)

Johann Christian Winckelmann (* 12. August 1766 in Hameln; † 6. März 1845 in Berlin) war ein deutscher Lithograph, Verlagsbuchhändler und Begründer des Verlages Winckelmann & Söhne, Berlin, der von 1828 bis 1930 bestand.

## Familie
Johann Christian Winckelmanns Eltern waren Marie Winckelmann (Johanna Maria Catharina Winckelmann, geborene Jacobi, * 1745) und Ernst Christian Winckelmann (* 1737).
Johann Christian Winckelmann heiratete am 22. September 1797 Johanna Susanna Magdalena (Susanne) Jungé (1774–1846). Das Ehepaar hatte sieben Kinder, darunter eine Tochter und die Söhne Carl Georg und Karl Gustav.

## Lebensweg
Johann Christian Winckelmann war zunächst Textil-Kaufmann (Tuchhändler) in Düsseldorf. Diesen Beruf gab er im Jahr 1816 auf und wurde Teilhaber der im Jahr 1815 von Heinrich und Josef Arnz gegründeten Lithographie-Anstalt Arnz & Comp. in Düsseldorf, die dadurch den Namen Arnz & Winckelmann annahm. Die Steindruckerei produzierte Vorlageblätter für den Zeichenunterricht, Bilderbogen für Kinder, Abbildungen aus der Naturgeschichte, Bühnenbilderbögen für Kindertheater, Schulatlanten, Wandkarten, aber auch kleine Heiligenbilder, Vignetten, Etiketten und ähnliches mehr. Viele dieser Bögen und Bilder wurden in der Anstalt auch koloriert, was damals noch von Hand gemacht wurde. Unter den Koloristen war ab etwa 1820 der am 24. September 1807 geborene, damals also erst etwa 13 Jahre alte, Theodor Hosemann. Dieser begabte Jugendliche wurde bald, als noch nicht Volljähriger, mit einem festen Gehalt von 200 Thalern bei Arnz & Comp. angestellt.

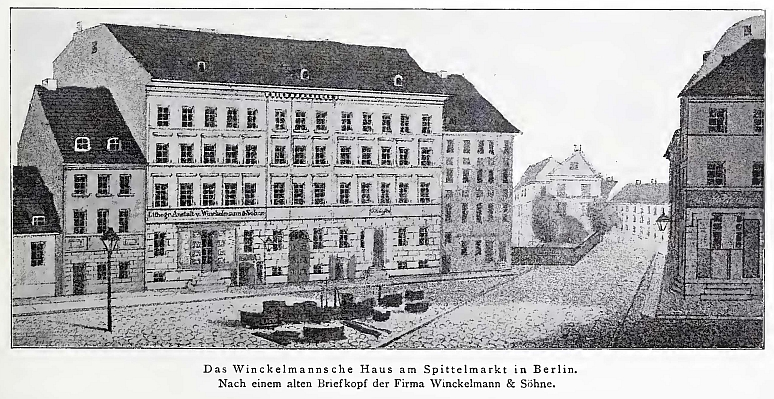
Druckerei und lithographische Anstalt Winckelmann & Söhne, Berlin, das Winckelmannsche Haus am Spittelmarkt in Berlin

Im Jahr 1828 schied Winckelmann bei Arnz & Comp. aus und zog nach Berlin, wo er am 1. Oktober 1828 die lithographische Anstalt und Verlagsbuchhandlung Winckelmann & Söhne in der Oberwasserstraße 12 gründete. Johann Christian Winckelmanns dritter Sohn, Carl Georg Winckelmann, wurde Mitgründer und -besitzer des neuen Unternehmens. Zwei Jahre später (1830) trat auch dessen Bruder Karl Gustav Winckelmann als Miteigentümer in das Unternehmen ein. Der Lithograph Theodor Hosemann folgte Johann Christian Winckelmann nach Berlin. Zu Ostern 1830 siedelte die Firma – wohl aus Platzmangel – zur Spittelbrücke 2 und 3 über (heute Teil der Leipziger Straße), im September 1834 ging das große Haus am Spittelmarkt 14 in den Besitz der Firma Winckelmann & Söhne über. Das Berliner Druckereiunternehmen lieferte weiterhin (wie schon seine Vorgängerin in Düsseldorf), Bilderbogen und -bücher, Zeichenvorlagen und dergleichen. Einen guten Ruf und gute Erträge brachten der Firma aber vor allem die Jugendschriften ein, die sie etwa ab der Mitte der 1830er Jahre zu verlegen begann. Kinder- und Jugendbücher waren zwar nichts Neues mehr, bis dahin aber oft in Text und Bild von recht dürftiger Qualität gewesen. Winckelmann und Söhne beschäftigte mit Theodor Hosemann, Julius Albert Elsasser, Louis Ammy Blanc, August Theodor Kaselowsky und Oskar Wisnieski, nicht nur (zur damaligen Zeit) namhafte Grafiker, sondern auch bekannte Schriftsteller wie Theodor Dielitz, Rosalie Koch, Margarethe Wulff, die unter dem Namen Anna Stein publizierte, Julie Hirschmann (1812–?), Johanna Hering, Elisabeth Ebeling, Anna Gnevkow und Johanna Siedler (1835–1904). Auch der Sohn und Mitinhaber Gustav Winckelmann, der von 1820 bis 1830 im preußischen Heer gedient hatte, schrieb – unter dem Pseudonym Gustav Hölting – Jugendbücher für den Verlag Winckelmann & Söhne.
Im Jahr 1838 schied Winckelmann aus dem von ihm gegründeten Verlag Winckelmann & Söhne aus, den seine Söhne Georg und Gustav Winckelmann gemeinschaftlich fortführten.
Nachdem die Winckelmannsche Kunst- und Verlagsanstalt im Jahre 1841 die Steindruckerei von J. Storch aufgekauft hatte, konnte sie auch Farbdrucke herstellen. Die Handkolorierung trat dadurch etwas in den Hintergrund, endete aber keineswegs. Im Jahr 1845, dem Sterbejahr von Johann Christian Winckelmann, besaß die Winckelmannsche Anstalt fünfzehn Druckpressen und beschäftigte sechzig Arbeiter (Künstler, Lithographen und Drucker), außerdem um die einhundert Koloristen, oft Minderjährige. Im letzten Viertel des 19. Jahrhunderts wurde Max Winckelmann, der Sohn Georgs, Inhaber der Verlagsbuchhandlung und lithographischen Anstalt Winckelmann & Söhne. Unter seiner Leitung übernahm sein Verlag im Jahr 1875 den Verlag der Springer’schen Buchhandlung. Im Jahr 1907 wurde Max Winckelmanns Sohn Franz Teilhaber des Verlages und schließlich im Kriegsjahr 1914 dessen alleiniger Inhaber. Das Verlags- und Druckunternehmen Winckelmann & Söhne endete im Jahr 1934, in der vierten Inhaber-Generation.